# Чайлд Гарольд Віллс
Чайлд Гарольд Віллс (англ. Childe Harold Wills; 1 червня 1878 — 30 грудня 1940) — американський інженер і бізнесмен, перший співробітник Генрі Форда, один з перших співробітників Ford Motor Company, головний автор проєкту Model T.

## Біографія
Чайлд Гарольд Віллс народився у Форт-Уейні, штат Індіана в 1878 році в родині Джона К. та Анджеліни С. Уіллз. Його перше ім'я Чайлд було взято з поеми "Паломництво Чайлда Гарольда" лорда Байрона. Однак Віллс не любив це ім'я, завжди використовував своє друге ім'я Гарольд або його ініціали C. H.. У 1885 році сім'я переїхала в Детройт, штат Мічиган. Там Віллс закінчив навчання. Цікавився комерційним мистецтвом та машинобудуванням. Про машинобудування він дізнався багато від свого батька, залізничного механіка.
Коли Віллсу було 17 років, він розпочав чотирирічне навчання у Детройтській мастильній компанії, де працював його батько. Одночасно проходив  курси з металургії, хімії та машинобудування. Отримавши освіту, у 1901 році у 23 роки став головним інженером.
У 1904 році Віллс одружився з Мейбл Престон. Генрі Форд був головним на їхньому весіллі. У 1906 року у пари народився син, який прожив лише годину. Потім у них народилися дві доньки: Вірджинія в 1908 р., А Жозефіна — в 1910 р.
У 1914 році Віллс одружився з Мері Койн. Мав з нею двох синів: Джона Гарольда і Чайлда Гарольда-молодшого.
Різні патенти забезпечували стабільний дохід. У 1940 році він переніс інсульт і незабаром помер у лікарні Генрі Форда. Похований на кладовищі Вудлоун, Детройт, штат Мічиган.

## Ford Motor Company
У 1899 році він звернувся до Генрі Форда, запропонувавши працювати у нього за сумісництвом.  Віллс працював з Фордом рано вранці та пізно ввечері в Детройтській автомобільній компанії, керівником якої був Форд. Детройтська автомобільна компанія була реорганізована в 1901 році, як компанія Генрі Форда.  У 1903 році, коли Форд заснував Ford Motor Company, Віллс був головним  конструктором  та металургом.  Віллс був небагатим, щоб дозволити собі акції в новій компанії, проте Форд запропонував йому 10% дивідендів від Ford.
Віллс найняв Пітера Е. Мартіна в 1903 році, і вони разом працювали над новими моделями Ford. Коли Форд планував масове виробництво автомобілів, Віллс побачив важливість легкої, високоякісної нержавіючої сталі для процесу масового виробництва. Форд доручив Віллсу визначити, яка необхідна кількість сталі. Віллс знайшов млин для  виробництва, і в 1907 році Форд використав новий сплав у виробництві своєї моделі N на заводі Форд Пікет Авеню. 
Віллс також зробив великий внесок у дизайн Ford Model T.  Йому приписують розробку планетарної трансмісії, що використовується в моделі T  і знімної головки блоку циліндрів , а також  каліграфію логотипу  "Ford", який використовується і сьогодні.   Віллс був відповідальним за виробництво двигуна Liberty під час Першої світової війни. 
Форд і Гарольд Віллс дружили, та з часом відносини між ними погіршилися. У 1919 році, коли Форд почав викуповувати свої акції, Віллс вимагав обліку прибутку. Зрештою, Форд забезпечив Віллса 1,5  мільйонами доларів вихідної допомоги. Крім того Віллс накопичив ще 4 долари мільйони за рахунок власних  інвестицій у металургійні фірми. 

## Власна фірма
Зі своїм капіталом Віллс заснував власну автомобільну фірму Wills Sainte Claire.  Він побудував фабрику на півночі від Детройта, розвідуючи район на своїй яхті "Ташму". Його перша автомобільна модель дебютувала в 1921 році. Це була сенсація, але  вартість у 3000 доларів призвела до втрат.   Віллс підтримував свою фірму, та компанія щороку втрачала гроші. Віллс закрив її в 1927 році.  